# Vivien Searcy
Vivien Searcy (Milaan, 20 april 1975) is een Amerikaanse countryzangeres die sinds 1995 in Zweden woont. 
Ze begon al op jonge leeftijd met zingen en trad op met diverse coverbands.
In 1995 ging Vivien muziek studeren in Stockholm en vanaf 1999 maakt ze countrymuziek. Ze won in januari 2001 de S.A.M.I. Award 2001 voor songwriters.
In mei 2002 deed Vivien auditie bij de Zweedse countryband "The Western Satellites" en ontmoette ze haar toekomstige muziekproducente en geluidstechnicus Patricia Viguurs (die van origine Nederlandse is). Samen werken ze aan de carrière van Vivien als countryartieste. Na een paar maanden wordt in september 2002 een band gevormd rond Vivien: "The Ozarks". In oktober 2002 hebben Vivien Searcy & The Ozarks hun debuutoptreden. The Ozarks bestaan momenteel (2007) uit Andreas Rydman, Charlotte Centervall, Nicke Widén, Adrian Jones, Jonas Gunnarson en Johan Öhrn.
In maart 2003 won Vivien de finale van een van Zwedens grootste nationale talentenwedstrijden: Schlagerstärna 2003. Ze nam deel met haar zelfgeschreven countrysong ‘Guitarman’.
In november 2006 is het debuutalbum "Water On Soil" uitgebracht.

## Discografie
- Another Rainy Day, een duet met beroemde Zweedse zanger Mathias Holmgren
Geschreven door Caroline Bränngård en Cecilia Brändström
(officiële cd-single release 12 januari 2006)

- Guitarman
Geschreven door Vivien Searcy & Andreas Rydman
(officiële cd-single release 29 mei 2006)

- Album "Water On Soil", het eerste album van Vivien Searcy.

De songs zijn geschreven door Caroline Bränngård, Cecilia Brändström, Vivien Searcy, Andreas Rydman en Patricia Viguurs.
(officiële albumrelease 22 november 2006)
- Talk To The Hand
Geschreven door Caroline Bränngård en Cecilia Brändström
(officiële cd-single release september 2007)